# Kolmogorov-ruimte
In de topologie, een deelgebied van de wiskunde, is een kolmogorov-ruimte of {\displaystyle T_{0}}-ruimte een topologische ruimte die voldoet aan het scheidingsaxioma {\displaystyle T_{0}}. Kolmogorov-ruimten zijn genoemd naar de Russische wiskundige Andrej Kolmogorov. 

## Definitie
Een kolmogorov-ruimte is een topologische ruimte waarin elk paar verschillende punten topologisch onderscheidbaar is. Dat betekent dat er voor elk tweetal verschillende punten {\displaystyle x} en {\displaystyle y} een open verzameling bestaat die precies een van de punten bevat. 
Merk op dat topologisch onderscheidbare punten automatisch verschillend zijn. Aan de andere kant, als de singletons {\displaystyle \{x\}} en {\displaystyle \{y\}} gescheiden zijn, dan moeten de punten {\displaystyle x} en {\displaystyle y} topologisch onderscheidbaar zijn. Dat wil zeggen, 
gescheiden ⇒ topologisch onderscheidbaar ⇒ verschillend
De eigenschap van topologische onderscheidbaarheid is in het algemeen sterker dan "verschillend" zijn, maar zwakker dan van elkaar gescheiden zijn. In een kolmogorov-ruimte is de tweede pijl omkeerbaar; punten zijn dan en slechts dan "verschillend" als zij "onderscheidbaar" zijn. Dit is hoe het {\displaystyle T_{0}}-axioma binnen de rest van de scheidingsaxioma's past.